# باسم مرسي
باسم مرسي لاعب كرة قدم مصري مهاجم دولي من مواليد 1 يناير 1992 في مدينة طنطا، بمحافظة الغربية، لاعب النادي الإسماعيلي الحالي.

## مسيرته الرياضية
بدأ باسم مسيرته الكروية مع نادي بتروجيت، ثم انتقل في موسم 2013/2014 إلى نادي الإنتاج الحربي، وفي موسم 2014/2015، انضم إلى نادي الزمالك بموجب عقد يمتد لثلاثة مواسم، حيث برز بشكل لافت مع الفريق. لاحقًا، انتقل إلى نادي لاريسا في الدوري اليوناني وقدم أداءً مميزًا، لكن عقده انتهى سريعًا بسبب بعض المشكلات. بعد ذلك، انضم إلى نادي سموحة، إلا أن الحظ لم يحالفه خلال مشاركاته القليلة مع الفريق، فسرعان ما فسخ عقد الإعارة مع سموحة بسبب خلاف مع المدير الفني حسام حسن، الذي أساء إلى نادي الزمالك، مما أثار غضب اللاعب وخلق توترًا بينه وبين إدارة النادي، ما أدى إلى فسخ التعاقد.
عاد إلى نادي الزمالك، ومنه أُعير مجددًا إلى نادي الإنتاج الحربي بناءً على طلب المدير الفني مختار مختار، الذي كان يؤمن بقدراته وموهبته.
على الصعيد الجماعي، حقق باسم العديد من الإنجازات مع نادي الزمالك، حيث توّج بالدوري المصري مرة واحدة، وفاز بثلاث بطولات كأس مصر في مواسم 2014/2015، 2015/2016، و2017/2018، بالإضافة إلى الفوز بالسوبر المصري موسم 2015/2016. كما كان وصيفًا لدوري أبطال إفريقيا عام 2016.
أما على المستوى الفردي، فقد حصل على العديد من الجوائز، أبرزها جائزة أفضل مهاجم في الدوري المصري مرتين متتاليتين، وأفضل لاعب في مصر مرة واحدة. وفي عام 2017، نال جائزة أفضل مهاجم في إفريقيا بعد تسجيله 17 هدفًا خلال 11 مشاركة.

## الأهداف الدولية
أهداف منتخب مصر تظهر على اليمين
آخر تحديث 6 سبتمبر 2015.
| # | التاريخ       | الملعب                          | الخصم            | الهدف | النتيجة | المنافسة                        |
| - | ------------- | ------------------------------- | ---------------- | ----- | ------- | ------------------------------- |
| 1 | 4 يونيو 2014  | بريزبان رود، لندن، إنجلترا      | جامايكا          | 2–2   | 2–2     | مباراة ودية                     |
| 2 | 26 مارس 2015  | ستاد بتروسبورت، القاهرة، مصر    | غينيا الاستوائية | 1–0   | 2–0     | مباراة ودية                     |
| 3 | 14 يونيو 2015 | ستاد برج العرب، الإسكندرية، مصر | تنزانيا          | 2–0   | 3–0     | تصفيات كأس الأمم الأفريقية 2017 |
| 4 | 6 سبتمبر 2015 | الملعب الوطني، انجمينا، تشاد    | تشاد             | 1–0   | 5–1     | تصفيات كأس الأمم الأفريقية 2017 |
| 5 | 6 سبتمبر 2015 | الملعب الوطني، انجمينا، تشاد    | تشاد             | 2–0   | 5–1     | تصفيات كأس الأمم الأفريقية 2017 |
| 6 | 6 سبتمبر 2015 | الملعب الوطني، انجمينا، تشاد    | تشاد             | 5–1   | 5–1     | تصفيات كأس الأمم الأفريقية 2017 |
| 7 | 29 يناير 2016 | ستاد أسوان، أسوان، مصر          | ليبيا            | 2–0   | 2–0     | ودية                            |

## احصائيات دولية
| الفريق القومي | عام      | مشاركات | أهداف |
| ------------- | -------- | ------- | ----- |
| مصر           | 2014     | 1       | 1     |
| مصر           | 2015     | 5       | 5     |
| مصر           | 2016     | 4       | 1     |
| مصر           | 2017     | 0       | 0     |
| الاجمالي      | الاجمالي | 10      | 7     |

## الإنجازات
الزمالك
- كأس مصر:
  - البطل (2): 2018[4]، 2016[5]

## روابط خارجية
- باسم مرسي على موقع قاعدة بيانات كرة القدم.إي يو (الإنجليزية)
- باسم مرسي على موقع ناشيونال فوتبول تيمز (الإنجليزية)
- باسم مرسي على موقع Soccerway.com (الإنجليزية)